# West Ham Park
West Ham Park est un parc privé ouvert au public, situé à West Ham et à Stratford dans le Borough londonien de Newham. S'étendant sur 31 hectares, c’est le plus grand parc du borough. Le parc est géré par la Corporation de la Cité de Londres depuis 1874.

## Histoire
Les archives de 1566 montrent que le parc faisait partie du domaine d'Upton House, plus tard connu sous le nom de Ham House. William Rooke, qui avait hérité du domaine, l’a agrandi de 11 hectares en 1559. Le domaine a été acheté par John Elliott en 1752, qui l'a possédé pendant 10 ans. Il fut acquis en 1762 par John Fothergill, qui agrandit le terrain à environ 32 hectares et a créé un jardin botanique assez important, décrit comme "le second après Kew". Il acceptait souvent des plantes rares au lieu de ses honoraires comme médecin. Après la mort de Fothergill en 1780, le contenu du jardin fut en grande partie vendu,,.
Le domaine fut vendu à James Sheppard en 1787 et, après sa mort, fut acheté par son gendre Samuel Gurney en 1812. Durant cette période, la sœur de Gurney, Elizabeth Fry, y résida. Il a ensuite été transmis à John Gurney, qui vivait à Norfolk et n’avait aucune utilité pour le domaine. Ham House a été démolie en 1872. En 1874, John Gurney donna une contribution importante à l'achat du domaine et des terrains de Ham House par la Corporation de la ville de Londres afin de servir d'espace public ouvert.
Le parc abritait le Upton Park FC, un club de football local qui attirait une foule nombreuse lors des matches à domicile. Le site était le a vu le tout premier but de la FA Cup, marqué par Jarvis Kenrick pour Clapham Rovers lors d'une victoire 3-0 sur Upton Park le 11 novembre 1871 .
Le parc dispose de jardins d'ornement, de terrains de jeux pour enfants et des installations sportives, dont des terrains de Foot à cinq, des terrains de cricket et des courts de tennis. Jusqu'à sa fermeture en 2016, une pépinière située dans le coin nord-est du parc constituait l'une des plus grandes exploitations de ce type au Royaume-Uni. Les plantes cultivées dans la pépinière étaient également utilisées pour des cérémonies officielles et des banquets organisés par la Corporation de la Cité de Londres.